# Daniel Bernhardt (Schauspieler)
Daniel Bernhardt (* 31. August 1965 in Worblaufen) ist ein Schweizer Stuntman und Schauspieler.

## Leben
Daniel Bernhardt absolvierte eine Ausbildung als Sanitärzeichner. Seit seinem 15. Lebensjahr hat er als Sohn eines Hobbyboxers Kampfkunst trainiert. Noch während der Lehre versuchte er, eine Kampfsportschule zu eröffnen. Nach dem Ende seiner Berufsausbildung arbeitete er als Fotomodel in Deutschland und in Paris. Auf dem Höhepunkt seiner Modelkarriere war er ein gefragtes Model und jettete regelmäßig in die europäischen und asiatischen Modezentren. Mit 27 Jahren zog er nach New York.
Im Rahmen eines Werbefilms für Versace improvisierte er mit Jean-Claude Van Damme eine Kampfszene. Darauf drehte er ein Bewerbungsvideo als Stuntman und ging 1993 nach Hollywood. Mark DiSalle wurde auf ihn aufmerksam. Bernhardt erhielt Hauptrollen in den Filmen Bloodsport II bis IV, auch wenn DiSalle nicht mehr an diesen Filmen beteiligt war.
Im Actionthriller Tornado – Tödlicher Sog von Alain Jakubowicz aus dem Jahr 2002 spielte er die Hauptrolle als Journalist Josh Barnaby. Im Science-Fiction-Film Matrix Reloaded war er 2003 als Agent Johnson zu sehen.
In der elften Folge der dritten Staffel von Germany’s Next Topmodel zeigte er den Kandidatinnen, wie im Film mit Kampfkunst gearbeitet wird, da die Kandidatinnen für einen Werbespot entsprechende Fertigkeiten beherrschen sollten. 2007 gab er sein Debüt als Regisseur mit dem Film Fetch.
Bernhardt ist mit Lisa Stothard verheiratet und seit dem Mai 2003 Vater einer Tochter. Er lernte seine Frau während der Dreharbeiten zu Bloodsport IV – The Dark Kumite kennen.

## Filmografie (Auswahl)
- 1996: Bloodsport 2
- 1997: Black Sea Raid
- 1997: Future War
- 1997: Bloodsport 3
- 1997: Power Force (True Vengeance)
- 1997: Perfect Target
- 1998: G-2003 – Rückkehr aus der Vergangenheit (G2)
- 1998–1999: Mortal Kombat: Conquest (Fernsehserie, 22 Folgen)
- 1999: Bloodsport IV (Bloodsport: The Dark Kumite)
- 2002: Global Effect – Am Rande der Vernichtung (Global Effect)
- 2003: Matrix Reloaded (The Matrix Reloaded)
- 2003: Enter the Matrix
- 2003: The Librarians
- 2004: Tornado – Tödlicher Sog (Nature Unleashed: Tornado)
- 2005: The Cutter
- 2006: Desire (Fernsehserie, 4 Folgen)
- 2007: Children of Wax
- 2008: Tag und Nacht (Der Mann aus dem Busch)
- 2009: Foodfight! (Sprechrolle)
- 2010: Supreme Champions
- 2011: Chase (Roundup)
- 2011: Creature
- 2013: Parker
- 2013: Die Tribute von Panem – Catching Fire (The Hunger Games: Catching Fire)
- 2014: John Wick
- 2015: Castle (Fernsehserie, Folge 8x02)
- 2015: Marvel’s Agents of S.H.I.E.L.D. (Fernsehserie, Folge 3x08)
- 2015: Brothers
- 2016: Precious Cargo
- 2016: Term Life
- 2017: Logan – The Wolverine (Logan)
- 2017: Kill‘em all
- 2017: Atomic Blonde
- 2018: Arrow (Fernsehserie, Folge 7x09)
- 2018–2020: Altered Carbon – Das Unsterblichkeitsprogramm (Altered Carbon, Fernsehserie, 5 Folgen)
- 2019: Barry (Fernsehserie, 3 Folgen)
- 2019: Escape Plan 3: The Extractors
- 2019: Lethal Weapon (Fernsehserie, Folge 3x12)
- 2019: Fast & Furious: Hobbs & Shaw (Fast & Furious Presents: Hobbs & Shaw)
- 2020: Birds of Prey: The Emancipation of Harley Quinn (Birds of Prey (and the Fantabulous Emancipation of One Harley Quinn))
- 2020: Skylines
- 2021: Nobody
- 2021: Red Notice
- 2021: Matrix Resurrections (The Matrix Resurrections)
- 2022: Lou
- 2023: Tyler Rake: Extraction 2 (Extraction 2)
- 2024: Chief of Station
- 2024: The Equalizer (Fernsehserie, 4x05)
- 2024: The Killer’s Game
- 2025: From the World of John Wick: Ballerina